# خیابان اسکارلت
خیابان اسکارلت (به انگلیسی: Scarlet Street) فیلمی ۱۰۳ دقیقه‌ای به کارگردانی فریتز لانگ با بازی ادوارد جی. رابینسون است.

## خلاصه داستان
«کریس کراس» مردی که ۲۵ سال صندوقدار بوده، یک ساعت طلا و مقداری اشیا قیمتی دارد. در شبی بارانی او «کیتی» زنی زیبا را از دستان دوست پسرش «جانی» نجات می‌دهد. «کریس» که نقاش تازه‌کاری است اجازه می‌دهد «کیتی» تصور کند او یک بازیگر ثروتمند است. به اصرار «جانی» او به همراه «کریس» در یک آپارتمان مستقر می‌شوند. «کریس» چند نقاشی زیبا می‌کشد اما «جانی» آنها را به نام «کیتی» بفروش می‌رساند و…